# Дидинга језик
Дидинга језик је језик из породице нило-сахарских језика, источносуданска грана. Њиме се служи око 60.000 становика у вилајету Источна Екваторија у региону побрђа Дидинга у Јужном Судану. Састоји се из неколико дијалеката, а језик говоре народи Чукудум и Ловудо.